# マドンナのごとく
『マドンナのごとく』（マドンナのごとく）は、1987年に藤堂志津子が発表した小説、及びそれを原作として1990年12月22日に公開された日本の映画である。第99回直木三十五賞候補作。

## 概要
熊谷政江名義で「北方文芸」1987年4月号に発表され、第21回北海道新聞文学賞を受賞。藤堂志津子に改名をして講談社から1988年に刊行され、第99回直木賞候補に挙がった。藤堂にとっては商業出版としてのデビュー小説となった。選考会では同郷の渡辺淳一に高く評価された。
札幌市を舞台に、広告代理店勤務の女性とエリート自衛官二人の三角関係を描いている。

## 映画
キャッチフレーズは、「マドンナはすべての男の憧れ。彼女の優しさは決して一人の男性に独占されることはない－。」。

### キャスト
- 小島優子：名取裕子 - キャリアウーマン。
- 唐沢潤一：加藤雅也
- 藤堂郁馬：宍戸開
- 松田：本田博太郎
- 山口恒雄：河原崎建三

### スタッフ
- 監督：門奈克雄
- 脚本：小倉洋二
- 原作：藤堂志津子
- 企画：河合真也
- 製作：鍋島壽夫
- 制作主任：仲野俊隆
- 制作担当：林哲次
- プロデューサー：茂庭喜徳
- 撮影：姫田真佐久
- 美術：及川一
- 録音：中村淳
- 照明：渡辺孝一
- 編集：菅野善雄
- 助監督：冨永憲治
- スチール：笹田和俊
- 音楽：崎谷健次郎

- 製作：山田洋行ライトヴィジョン
- 協力：防衛庁、陸上自衛隊
- 配給：東映

### 主題歌
- 「夜のない一日」崎谷健次郎

### ソフト
- VHS（1991年6月21日発売 ポニーキャニオン PCVP-30545、税抜き14,800円[4]。1991年8月21日再発 ポニーキャニオン PCLP-00179）
- LD（発売不明）